# Final da Copa da Superliga Argentina de Futebol de 2019
A Final da Copa da Superliga de 2019 será a 1.ª final da Copa da Superliga Argentina, um torneio de futebol de clubes argentinos. Será disputada em 2 de junho de 2019 às 18:45, no Estádio Mario Alberto Kempes, em Córdoba, Argentina, entre o Tigre e Boca Juniors, ambos, na busca do título inédito. Em caso de igualdade no placar ao final do tempo normal, será disputada a prorrogação e, caso continue igualado, será executada a disputa por pênaltis.
Tigre derrotou o Boca Juniors por 2–0 e conquistou a primeira edição do torneio, além deste também ser, seu primeiro título à nível de Primera División. Com a conquista, o Tigre qualificou-se para a fase de grupos da Copa Libertadores da América de 2020. Já ao Boca Juniors, vice-campeão, restou a vaga na Copa Sul-Americana de 2020.

## Times
| Time         | Cidade       | Província    | Vezes que chegou à final (negrito indica que venceu) |
| ------------ | ------------ | ------------ | ---------------------------------------------------- |
| Tigre        | Victoria     | Buenos Aires | Nenhuma                                              |
| Boca Juniors | Buenos Aires | Buenos Aires | Nenhuma                                              |

## Local
Em 4 de abril de 2019, foi anunciado, por meio de um evento especial no local, que o estádio Mario Alberto Kempes foi escolhido como o grande palco da final.

## Caminho até a final
Nota: Em todos os resultados abaixo, os gols dos finalistas é dado primeiro (C: casa; F: fora).
| Tigre            | Tigre           | Tigre       | Tigre         | Fase             | Boca Juniors       | Boca Juniors    | Boca Juniors  | Boca Juniors  |
| ---------------- | --------------- | ----------- | ------------- | ---------------- | ------------------ | --------------- | ------------- | ------------- |
| Adversário       | Placar agregado | Jogo de ida | Jogo de volta |                  | Adversário         | Placar agregado | Jogo de ida   | Jogo de volta |
| Colón            | 3–2             | 0–0 (C)     | 3–2 (F)       | Primeira fase    | Não disputou.      | Não disputou.   | Não disputou. | Não disputou. |
| Unión            | 4–3             | 1–2 (C)     | 3–1 (F)       | Oitavas de final | Godoy Cruz         | 5–2             | 2–1 (C)       | 3–1 (F)       |
| Racing           | 3–2             | 2–0 (C)     | 1–2 (F)       | Quartas de final | Vélez Sarsfield    | 0–0 (5–4 p.)    | 0–0 (C)       | 0–0 (F)       |
| Atlético Tucumán | 6–0             | 5–0 (C)     | 1–0 (F)       | Semifinais       | Argentinos Juniors | 1–0             | 0–0 (C)       | 1–0 (F)       |

## Partida
Iván Marcone e Nahitan Nández, ambos do Boca Juniors, estão suspensos da grande final da competição.
| 2 de junho de 2019 | Tigre                            | 2 – 0     | Boca Juniors | Estádio Mario Alberto Kempes, Córdoba      |
| 18:45              | González 23' · Janson 31' (pen.) | Relatório |              | Público: 52 000 Árbitro: ARG Néstor Pitana |

| Tigre | Boca Juniors |

|                 | 23 | Gonzalo Marinelli  |     |     |
|                 | 17 | Matías Pérez Acuña |     |     |
|                 | 19 | Gerardo Alcoba     | 49' |     |
|                 | 3  | Néstor Moiraghi    |     |     |
|                 | 16 | Nicolás Colazo     |     |     |
|                 | 21 | Sebastián Prediger | 35' |     |
|                 | 5  | Lucas Menossi      | 48' |     |
|                 | 10 | Diego Morales      |     | 59' |
|                 | 14 | Walter Montillo    |     | 75' |
|                 | 11 | Lucas Janson       |     | 61' |
|                 | 9  | Federico González  |     |     |
| Reservas:       |    |                    |     |     |
|                 | 12 | Gastón Guruceaga   |     |     |
|                 | 2  | Ezequiel Rodríguez |     |     |
|                 | 6  | Ignacio Canuto     |     | 75' |
|                 | 8  | Martín Galmarini   |     |     |
|                 | 15 | Juan Cavallaro     |     | 61' |
|                 | 22 | Jorge Ortiz        |     | 59' |
|                 | 7  | Carlos Luna        |     |     |
| Técnico:        |    |                    |     |     |
| Néstor Gorosito |    |                    |     |     |

|                | 31 | Esteban Andrada   |     |     |
|                | 4  | Julio Buffarini   |     | 60' |
|                | 20 | Lisandro López    |     |     |
|                | 24 | Carlos Izquierdoz | 31' |     |
|                | 3  | Emmanuel Mas      |     |     |
|                | 27 | Jorman Campuzano  | 81' |     |
|                | 37 | Nicolás Capaldo   | 53' | 71' |
|                | 22 | Sebastián Villa   |     | 60' |
|                | 10 | Carlos Tevez      | 11' |     |
|                | 19 | Mauro Zárate      |     |     |
|                | 9  | Darío Benedetto   |     |     |
| Reservas:      |    |                   |     |     |
|                | 12 | Marcos Díaz       |     |     |
|                | 6  | Junior Alonso     |     | 60' |
|                | 18 | Frank Fabra       |     |     |
|                | 40 | Julián Chicco     |     |     |
|                | 7  | Cristian Pavón    |     | 71' |
|                | 11 | Agustín Obando    |     |     |
|                | 17 | Ramón Ábila       |     | 60' |
| Técnico:       |    |                   |     |     |
| Gustavo Alfaro |    |                   |     |     |

Assistentes:

 Hernán Maidana

 Juan Pablo Belatti

Quarto árbitro:

 Ariel Penel
|  | Regulamento - 90 minutos. - 30 minutos de prorrogação caso haja empate no tempo normal. - Persistindo o empate, o vencedor será decidido nas penalidades máximas. - Sete jogadores substitutos. - Máximo de três substituições, com uma quarta sendo permitida em caso de prorrogação. |